# لیندا اسکات
لیندا اسکات (انگلیسی: Linda Scott؛ زادهٔ ۱ ژوئن ۱۹۴۵) یک خواننده اهل ایالات متحده آمریکا است.